# Brandenburg an der Havel
Brandenburg an der Havel (powszechnie stosowna jest również forma skrócona Brandenburg; hist. pol. Branibór lub Branibórz, hist. cz. Branibor) – miasto na prawach powiatu w Niemczech w kraju związkowym Brandenburgia, położone nad rzeką Hawelą. Ponad 20% powierzchni miasta zajmują wody.
Miasto Brandenburg nadało nazwę marchii brandenburskiej, późniejszej prowincji Brandenburgia a także dzisiejszemu krajowi związkowemu.

## Historia

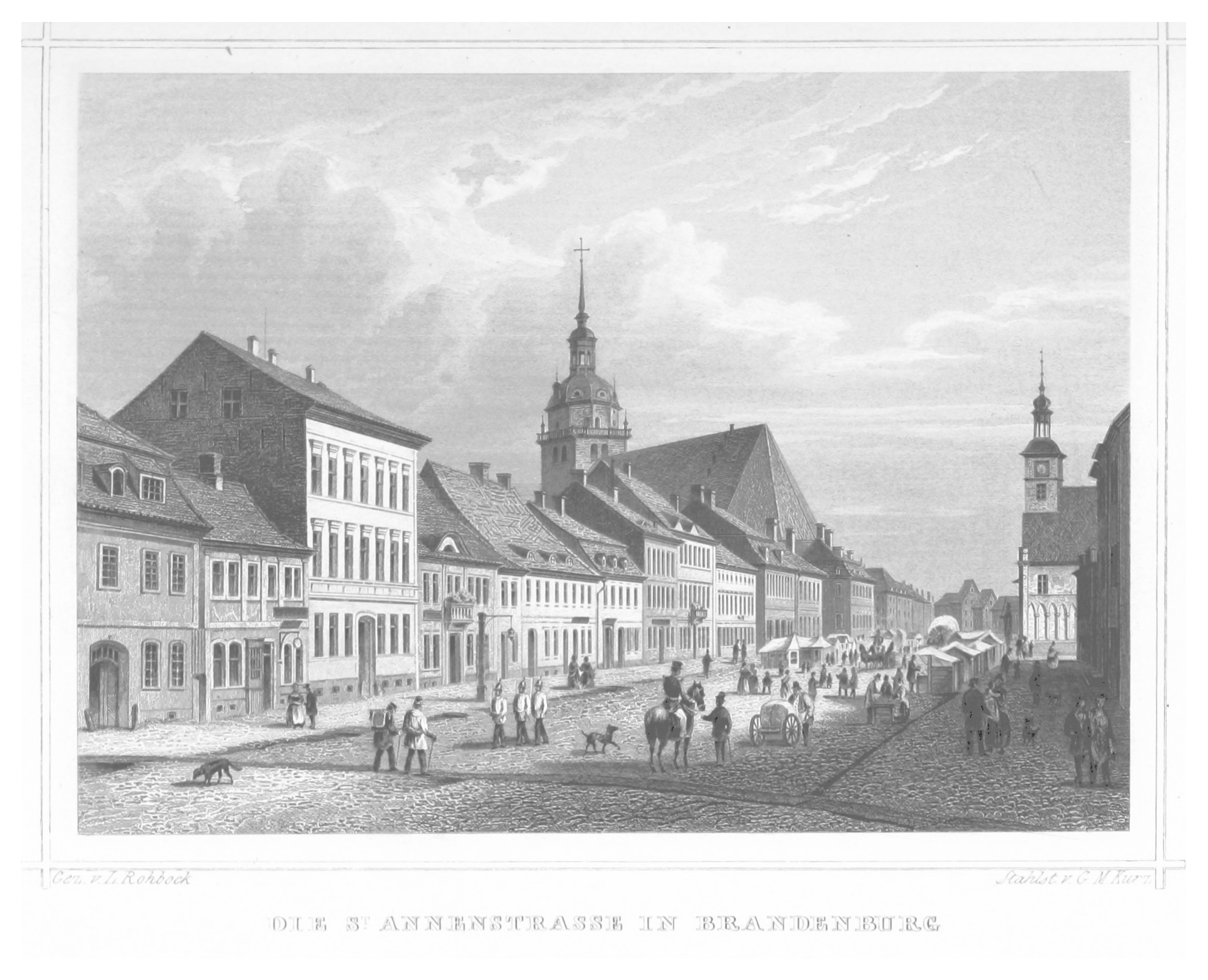
Brandenburg w XIX wieku

Pierwotnie słowiańska Brenna, gród plemienia Stodoran, od 948 roku z przerwami siedziba biskupstwa. W latach 1154–1157 gród księcia Stodoran Jaksy z Kopanicy, lennika Polski. W 1157 został zdobyty przez margrabiego Marchii Północnej Albrechta Niedźwiedzia i ustanowiony stolicą Marchii Brandenburskiej. W latach 1373–1415 wraz z Marchią Brandenburską pod panowaniem Korony Czeskiej, w granicach których nosił czeską nazwę Branibor. W 1417 miasto utraciło stołeczny status na rzecz Berlina. Członek Hanzy. Znacząco ucierpiało w trakcie wojny trzydziestoletniej. W 1715 doszło do połączenia Starego Miasta i Nowego Miasta. Od 1871 w granicach Niemiec. Od 1881 roku należał do rejencji poczdamskiej w prowincji Brandenburgia. 
W latach 1949–1990 leżał w granicach Niemieckiej Republiki Demokratycznej w okręgu Poczdam. W latach 1993 i 2003 rozszerzono granice miasta o kilka przylegających wsi.
25 lipca 1952 do Brandenburga włączono dawne miasto Plaue an der Havel i wieś Kirchmöser.

## Zabytki

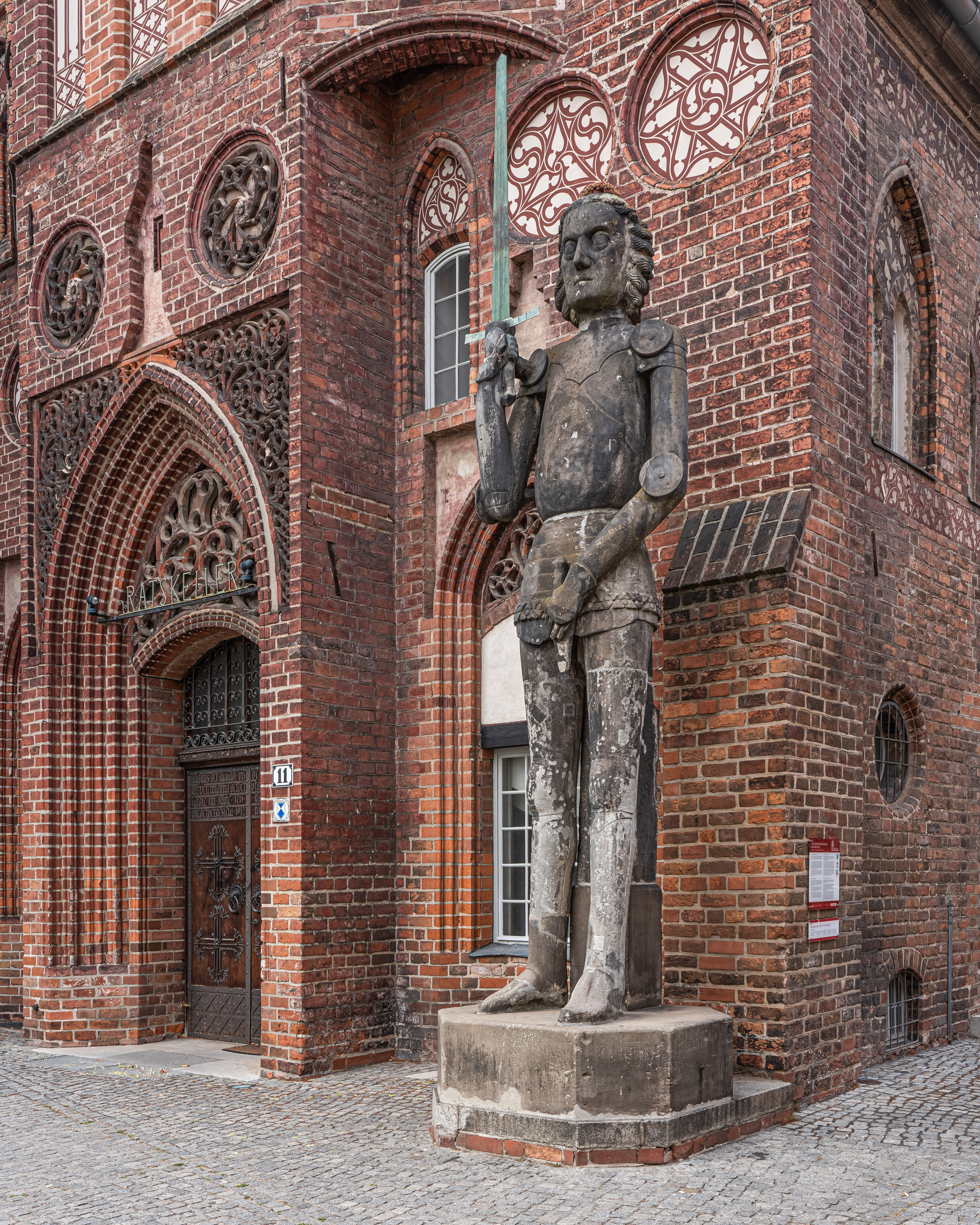
Posąg Rolanda przed Urzędem Miasta

- Katedra św. Piotra i Pawła na Wyspie Katedralnej z XII – XV wieku
- Kościoły z XIII wieku – XV wieku
- Ratusze z XIV i z XVI–XVIII wieku
- Posąg Rolanda
- Mury obronne z basztami
- Wieża widokowa Friedenswarte

## Gospodarka
Do końca NRD miasto było przede wszystkim ośrodkiem przemysłu ciężkiego i maszynowego, na czele z hutą stali i walcownią, a także fabryką przekładni i zakładem naprawy taboru kolejowego. 
Istnieje ponadto port nad kanałem łączącym Hawelę z Łabą i Kanałem Śródlądowym oraz stocznia rzeczna.

## Transport

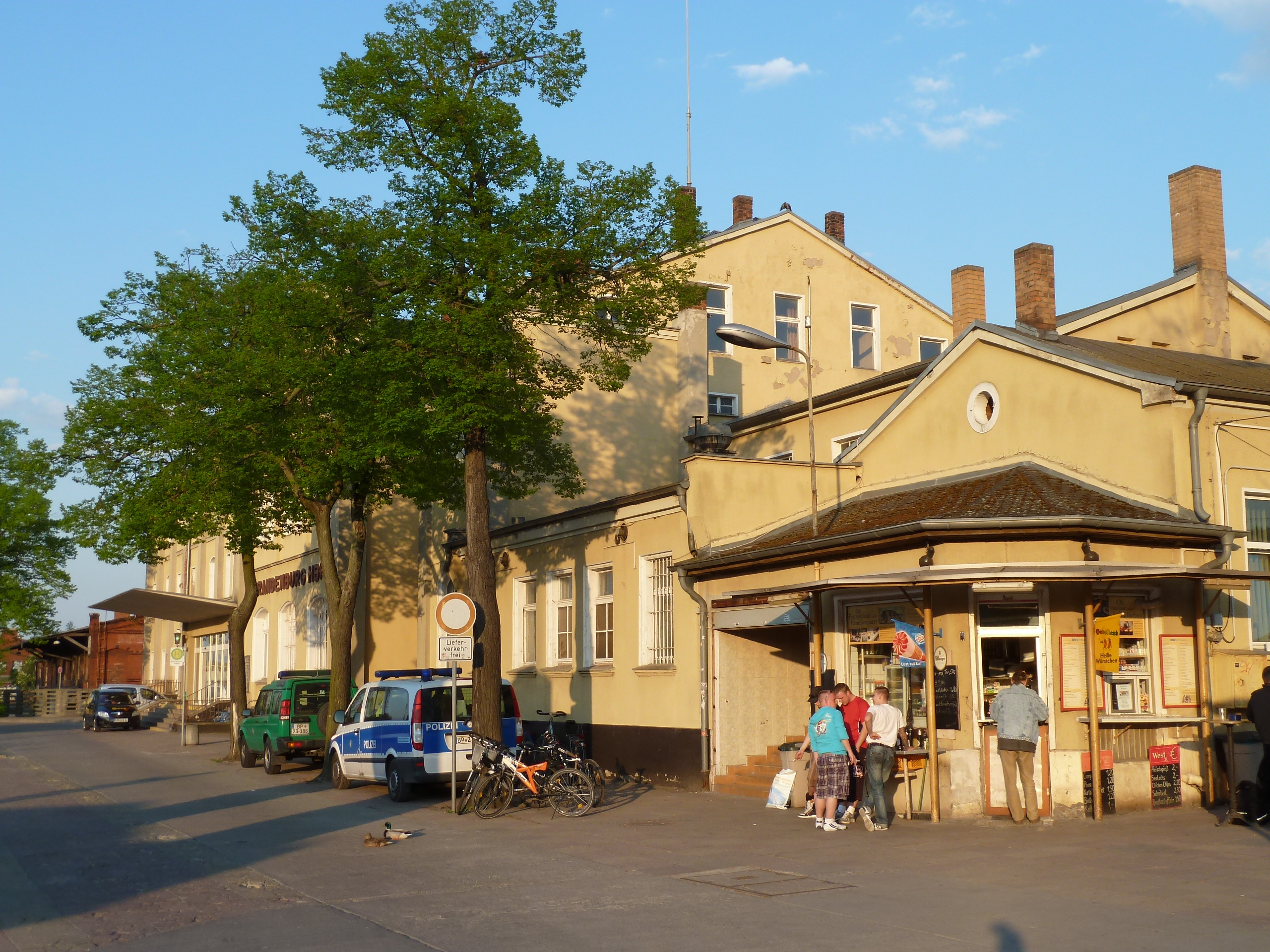
Dworzec kolejowy Brandenburg Hauptbahnhof

Miasto położone jest na skrzyżowaniu dróg krajowych B1 i B102 a w odległości około 10 kilometrów przebiega autostrada A2, która jest częścią europejskiego szlaku drogowego E30.
Główna stacja kolejowa to Brandenburg Hauptbahnhof, położona przy linii kolejowej Berlin–Magdeburg. Niegdyś większy węzeł kolejowy, obecnie istnieje jedynie regionalna linia kolejowa Brandenburg–Rathenow, odchodząca od głównej linii kolejowej.
W mieście działają dwie linie tramwajowe – linia nr 1 oraz nr 6. Ponadto sieć transportu publicznego uzupełniają 11 linii autobusowych dziennych i 3 linie nocne.

## Demografia
| Rok  | Populacja |
| ---- | --------- |
| 1600 | 10 000    |
| 1648 | 3 000     |
| 1715 | 11 000    |
| 1818 | 12 800    |
| 1867 | 25 500    |
| 1871 | 25 800    |

| Rok  | Populacja |
| ---- | --------- |
| 1880 | 29 066    |
| 1890 | 37 817    |
| 1900 | 49 250    |
| 1910 | 53 595    |
| 1916 | 48 039    |
| 1925 | 59 297    |

| Rok  | Populacja |
| ---- | --------- |
| 1933 | 64 190    |
| 1939 | 83 825    |
| 1945 | 68 927    |
| 1950 | 82 215    |
| 1955 | 87 143    |
| 1960 | 86 722    |

| Rok  | Populacja |
| ---- | --------- |
| 1964 | 89 697    |
| 1971 | 93 983    |
| 1975 | 93 765    |
| 1981 | 94 680    |
| 1985 | 94 862    |
| 1988 | 94 872    |

| Rok  | Populacja |
| ---- | --------- |
| 1990 | 89 889    |
| 1995 | 85 994    |
| 2000 | 77 516    |
| 2005 | 74 760    |
| 2010 | 71 778    |
| 2015 | 71 574    |

| Rok  | Populacja |
| ---- | --------- |
| 2020 | 72 040    |

## Polacy w Brandenburgu
W latach 1154–1157 jako część Księstwa Kopanickiego miejscowość stanowiła lenno Polski. W drugiej połowie XII wieku w miejscowej katedrze została pochowana polska księżniczka Judyta Bolesławówna. W 1884 roku w Brandenburgu urodził się wiceadmirał Józef Unrug. W latach 1942–1944 w Brandenburgu zostali straceni przez Niemców Józef Horst, Maksymilian Golisz i Wacław Ławrentjew.

## Współpraca międzynarodowa
- Nadrenia-Palatynat: Kaiserslautern
- Dania: Ballerup
- Francja: Ivry-sur-Seine
- Rosja: Magnitogorsk